# 名古屋市営バス緑営業所
名古屋市営バス緑営業所（なごやしえいバスみどりえいぎょうしょ）は、愛知県名古屋市緑区兵庫にある名古屋市営バスの営業所。最寄のバス停留所は緑車庫であり、主に緑区東部、天白区南東部に担当エリアを持つ。
当営業所は、名古屋市営バスの営業所で唯一、名古屋駅や栄、金山などの中心部発着の路線を受け持っていない。また、地下鉄東山線に接続する路線も存在しない（名城線延伸までは〔八事11〕が光ヶ丘まで運行されていたため、本山で東山線に接続していた）。
当営業所付近は傾斜地になっており、東側から西側に向かって標高が低くなっている。そのため建物の西側は2層構造になっており、地階は職員の駐車場として使われている。

## 沿革
- 1963年（昭和38年）8月1日 : 天白自動車運輸事務所開設。星ヶ丘分所（猪高営業所の前身）を所管。
- 1972年（昭和47年）12月20日 : 星ヶ丘分所が移転し猪高自動車運輸事務所として独立。
- 1982年（昭和57年）12月1日 : 天白営業所に改称。
- 1986年（昭和61年）10月1日 : 天白営業所を移転し、緑営業所に改称。

## 主担当路線

### 幹原1号系統
|     | 起点     | 主な経由地 | 主な経由地 | 主な経由地 | 主な経由地     | 主な経由地 | 主な経由地     | 主な経由地 | 終点       | 備考                     |
| --- | -------- | ---------- | ---------- | ---------- | -------------- | ---------- | -------------- | ---------- | ---------- | ------------------------ |
| 本  | 地下鉄原 | 平針南住宅 | おおね荘   | ほら貝     | 地下鉄相生山   | 相生山住宅 | 相生山住宅     | 相生山住宅 | 島田一ツ山 |                          |
| 折  | 地下鉄原 | 平針南住宅 | おおね荘   | ほら貝     | 地下鉄相生山   | ---        | ---            | ---        | 相生山住宅 | 朝夕のみ                 |
| 支1 | 地下鉄原 | 平針南住宅 | おおね荘   | ほら貝     | 地下鉄相生山   | 相川二     | 鳴子みどりヶ丘 | ほら貝     | 地下鉄原   | 左回り（→のみ） 朝夕のみ |
| 支2 | 地下鉄原 | 平針南住宅 | おおね荘   | ほら貝     | 鳴子みどりヶ丘 | 相川二     | 相生山住宅     | 相生山住宅 | 島田一ツ山 | 昼間時のみ               |

概要
当系統は、地下鉄原駅と相生山住宅、さらに島田一ツ山とを地下鉄相生山駅を経由して結ぶ路線である。
この系統が新瑞橋や野並に乗り入れていた頃は黒字になることが多かったが分割後は利用者が減少しており一部の年度で赤字になり始めている。
沿革
1998年（平成10年）の系統再編前の番号は〔幹線5〕、さらにその前は〔32〕であった。〔32〕は1974年の地下鉄4号線金山 - 新瑞橋開通と同時に設定された。
〔32〕および〔幹線5〕の経路は新瑞橋 - 桜本町一 - 野並 - 鳴子住宅- ほら貝 - 大根荘 - 地下鉄原で全線通しの系統が主体であったが、1994年の地下鉄桜通線新瑞橋 - 野並間開通により経路が重なるため、同区間は桜本町一経由から平子橋経由に改められた（この変更区間は元々後述の〔44〕が走っていた区間で、〔44〕は新瑞橋への乗り入れを一旦廃止している）。同時に新瑞橋発着便が削減となり（当時の本数は毎時1本程度）、野並発着便が主体となった。
2011年の再編で野並 - ほら貝間が地下鉄と競合するためほら貝より西が廃止され、相生山駅へのアクセスを目的として素案では相生山住宅までの運行になる予定であったが、利用者の要望による内容変更を受けて一部は島田一ツ山までの運行となった。この時の再編で鳴子みどりヶ丘や野並車庫、鳴子住宅、大根荘(現:おおね荘)を起終点とする区間便も廃止されている。なお、このときの再編までは出入庫便として野並車庫 - 島田一ツ山という支線が存在した。再編後は地下鉄鳴子北へは乗り入れなくなったが、地下鉄相生山を経由することで桜通線へのアクセス路線は引き続き行われている。
2013年4月の再編で〔支1〕、2016年4月の再編で〔支2〕がそれぞれ追加された。〔支2〕は地下鉄相生山駅を経由しないため、地下鉄桜通線には接続しない。
なお、廃止されたほら貝 - 新瑞橋のうち、新瑞橋 - 地下鉄鳴子北は〔新瑞15〕（新瑞橋 - 新郊通三 - 野並住宅 - 中坪町 - 野並 - 地下鉄鳴子北）となった（野並住宅 - 北沢は廃止、北沢 - 野並は〔植田11〕が代替）。
2024年3月31日より、高坂小学校停留所の名称が、高坂町に変更となる。(これは、高坂小学校が、近隣のしまだ小学校に統廃合されるためである)
また、高坂町停留所は、当路線の他に、相生11、原12、徳重13、の系統の路線バスでも通る。
停留所及びダイヤ
日中は［本］と［支2］がそれぞれ毎時1本程度、交互に運行されている。［支2］の運行開始に伴い、［支1］は［折］同様朝夕のみの運行に変更になった。

### 幹新瑞1号系統
|    | 起点   | 主な経由地 | 主な経由地 | 主な経由地 | 主な経由地 | 主な経由地 | 終点     |
| -- | ------ | ---------- | ---------- | ---------- | ---------- | ---------- | -------- |
| 本 | 新瑞橋 | 弥富通三   | 中根       | 島田       | 原中学校西 | 平針小学校 | 平針住宅 |
| 支 | 新瑞橋 | 弥富通三   | 中根       | 島田       | 土原荘     | 高坂荘     | 島田住宅 |

概要
当系統は、地下鉄新瑞橋駅と天白区八事・島田・平針の各地区を愛知県道221号岩崎名古屋線経由で結ぶ路線である。〔八事11〕と同様に、平針住宅発着便と島田住宅発着便がある。また、名古屋市営地下鉄鶴舞線と名古屋市営地下鉄桜通線との間の鉄道空白地帯を前記の2路線と並行するように走行しているため、利用者は非常に多い。〔平針11〕〔徳重11〕とは異なり元々平針運転免許試験場の前を通過する路線は存在しないため、試験場の敷地内には乗り入れることもなかった（〔八事11〕も同様）。
沿革
1998年の系統再編前の番号は〔幹線17〕で、さらにその前は平針住宅発着便が〔57〕、島田住宅発着便が〔91〕であった。
昭和40年代には環状線（名古屋市道名古屋環状線）・広小路通（愛知県道60号名古屋長久手線）を経由して栄まで運行されていた。名城線の延伸により現在の経路に短縮された。
停留所およびダイヤ
［本］・［支］とも、昼間は30分毎で運行しており、新瑞橋 - 島田間では合わせて15分毎で運行している。なお、この区間は〔神宮11〕も走っており、補完している。

### 幹鳴子1号系統
|     | 起点         | 主な経由地 | 主な経由地     | 主な経由地 | 主な経由地 | 主な経由地   | 主な経由地   | 終点         | 副担当 | 備考            |
| --- | ------------ | ---------- | -------------- | ---------- | ---------- | ------------ | ------------ | ------------ | ------ | --------------- |
| 本  | 地下鉄鳴子北 | 鳴子町     | みどり市民病院 | 篭山西     | 砂田一     | 大清水小学校 | 水広公園     | 大清水       | 野並   |                 |
| 支1 | 地下鉄鳴子北 | 鳴子町     | みどり市民病院 | 篭山西     | 篭山       | 平手         | 緑文化小劇場 | 地下鉄徳重   | 野並   |                 |
| 支2 | 地下鉄鳴子北 | 鳴子町     | みどり市民病院 | 篭山西     | 篭山       | 大清水西     | 篭山西       | 地下鉄鳴子北 | 野並   | 右回り（→のみ） |

概要
当系統は、地下鉄鳴子北駅と緑区鳴海地区東部とを結ぶ路線である。
沿革
2011年の再編でそれまでの〔幹野並1〕（野並 - 大清水、野並 - 緑車庫）の起点を地下鉄鳴子北、〔支〕の終点を緑車庫から地下鉄徳重に変更したものである。なお〔幹野並1〕には篭山西折り返しの支線があったが、この再編で廃止となった。同時に主担当が野並営業所から当営業所に移管されている（野並営業所は主担当から副担当に変更）。
1998年の系統再編前の番号は〔48〕で〔48〕（本線は「野並 - 大清水」）の支線であった篭山西折り返し便を入庫の関係で緑車庫まで延長した形で誕生したのが〔幹野並1〕であった。
〔48〕は〔幹線5〕（新瑞橋 - 地下鉄原）の支線であった「新瑞橋→鳴子町→池上→滝の水公園→篠の風北→新瑞橋」の系統を1991年に再編し、「新瑞橋 - 桜本町一 - 野並車庫 - 鳴子町 - 緑市民病院 - 石神堂 - 篠の風北 - 鳴子町 - 新瑞橋」という経路の両回り循環にしたものであったが、1994年の再編で桜通線と重なる新瑞橋-野並間を短縮すると同時に、それまでバス路線のなかった地区へ乗り入れる形に変更となり、「野並 - 大清水」の系統とその区間運転としての「野並 - 篭山西」および支線の「野並 - 太子」（現・鳴子12）の系統に変更した。
2008年12月の改編で篭山西の転回場が廃止になり、新たに大清水地区に転回場が設けられたため、野並 - 篭山西系統の半数近くが大清水まで延長され、篭山西止まりは鴻仏目交差点から本系統とは別の道を通ってループ状に折り返す形に変更された。この変更で1998年の再編以前とは多少経路が異なるものの〔48〕が復活した状態になった。
2013年4月の再編で篭山交差点から大清水西を経由して篭山西・地下鉄鳴子北方面へループ状に折り返す［支2］が追加された。右回りのみ運行され左回りは存在しない。
なお、大清水から西へ向かうのは当該系統のほか〔相生11〕・〔徳重14〕・〔徳重巡回〕があるが、大清水小学校を経由するのはこの系統のみである。
停留所およびダイヤ
平日・土曜・休日とも、昼間は［本］・［支1］合わせて地下鉄鳴子北 - 篭山西間で毎時2 - 3本程度の運行となっている（うち［支1］は毎時1本程度）。［支2］は平日のみ毎時1本の運行。緑市民病院 - 篭山西 - 地下鉄徳重では〔新瑞12〕の補完という役割も持つ（ただし当系統は白土まで乗り入れたことはない）。
2018年4月1日より緑保健所停留所の名称が同市の保健所組織改正に伴う名称変更より、緑保健センター停留所に変更された。
2024年4月1日より緑市民病院停留所の名称がみどり市民病院停留所に変更された（〔新瑞12〕なども同様）。

### 新瑞12号系統
|    | 起点   | 主な経由地 | 主な経由地 | 主な経由地 | 主な経由地 | 主な経由地 | 主な経由地     | 主な経由地 | 主な経由地 | 終点       |
| -- | ------ | ---------- | ---------- | ---------- | ---------- | ---------- | -------------- | ---------- | ---------- | ---------- |
| 本 | 新瑞橋 | 弥富通一   | 赤坪町     | 鳴海山下   | 浦里五     | 名鉄鳴海   | みどり市民病院 | 篭山西     | 乗鞍       | 地下鉄徳重 |

概要
当系統は、地下鉄新瑞橋駅と緑区鳴海地区東部とを、名鉄鳴海駅・愛知県道36号諸輪名古屋線を経由して結ぶ路線である。地下鉄とは異なり新瑞橋と地下鉄徳重との間を遠回りで結んでいるため、全線通しでの利用は稀である。しかし緑区（旧愛知郡鳴海町域）内の東西移動に使える主要系統として途中停留所の利用は比較的多いため地下鉄徳重乗り入れを果たした2011年度以降は黒字となっており営業成績は良くなっている。概ね、名鉄鳴海付近を境に利用客の流動が変わる。地下鉄とは起終点の他に桜田中学校（鶴里駅）でも接続しているが、乗り継ぐ客は少ない。赤坪町 - 鳴海山下は愛知県道222号緑瑞穂線を経由している。同区間は頻繁に渋滞が発生するために中央線変移区間となっている。
沿革
1998年（平成10年）の系統再編前の番号は〔44〕であった。
当初の〔44〕は新瑞橋から新郊通三・野並住宅・野並・鳴海町最中（現：浦里五）を経由して白土へ至る路線であったが、新瑞橋-野並間で桜通線の延長区間と〔幹線5〕（新瑞橋 - 地下鉄原）が並行するため、〔44〕の新瑞橋-野並間の経路を〔幹線5〕に付け替えた。
結果〔44〕は野並までに短縮されたが、1998年の再編で〔47〕（新瑞橋 - 篭山西 - 緑車庫）の新瑞橋 - 鳴海山下の経路をつける形で再び新瑞橋発着となった。
2009年4月1日の再編でロータリーの整備が完了した名鉄鳴海駅を経由するようになり、2011年3月の再編で地下鉄徳重までに短縮された。また池上を経由して篭山西で折り返す支線（鳴海山下以東は〔47〕の名残）や緑車庫折り返しの区間便も存在したが、この再編で廃止されている。更に前には緑高校止まりなども存在した。
停留所およびダイヤ
平日の昼間は1時間あたり2本、土曜・休日の昼間はほぼ40分間隔での運行となっている。緑市民病院以東では〔幹鳴子1〕（［本］は篭山西まで）、緑市民病院 - 平手では〔緑巡回〕、平手以東では更に〔徳重13〕（他に名鉄バス豊明団地線）と経路が重複しており、これらの系統の一部区間を補完している。
2018年4月1日より緑保健所停留所の名称が同市の保健所組織改正に伴う名称変更により、緑保健センター停留所に変更された。上記の〔幹鳴子1〕も同様である。
毎年10月に成海神社例大祭が開催される際には花井交差点を直進するため名鉄鳴海駅には立ち寄らない（鳴尾営業所担当の〔鳴子15〕も同様）。

### 八事11号系統
|     | 起点       | 主な経由地 | 主な経由地 | 主な経由地 | 主な経由地 | 主な経由地 | 主な経由地 | 終点     | 副担当 |
| --- | ---------- | ---------- | ---------- | ---------- | ---------- | ---------- | ---------- | -------- | ------ |
| 本  | 妙見町     | 八事       | 八事音聞山 | 島田       | 石薬師     | 原中学校西 | 平針小学校 | 平針住宅 | 猪高   |
| 支1 | 妙見町     | 八事       | 八事音聞山 | 島田       | 高坂荘     | ---        | ---        | 島田住宅 | 猪高   |
| 支2 | 名古屋大学 | 八事       | 八事音聞山 | 島田       | 高坂荘     | ---        | ---        | 島田住宅 | 猪高   |

概要
当系統は、地下鉄八事駅と天白区八事・島田・平針の各地区を結ぶ路線である。〔幹新瑞1〕同様、平針住宅発着便と島田住宅発着便がある。八事には転回場がないため、転回可能な妙見町および名古屋大学発着となっている。［本］と［支1］は市バスとしては数少ない、起終点がいずれも鉄道駅とはならない系統となっている（他には〔黒川12〕）。
なお、当系統は 猪高営業所でも運行を担当している。
沿革
1998年（平成10年）の系統再編前の番号は〔幹線3〕で、さらにその前は〔84〕であった。

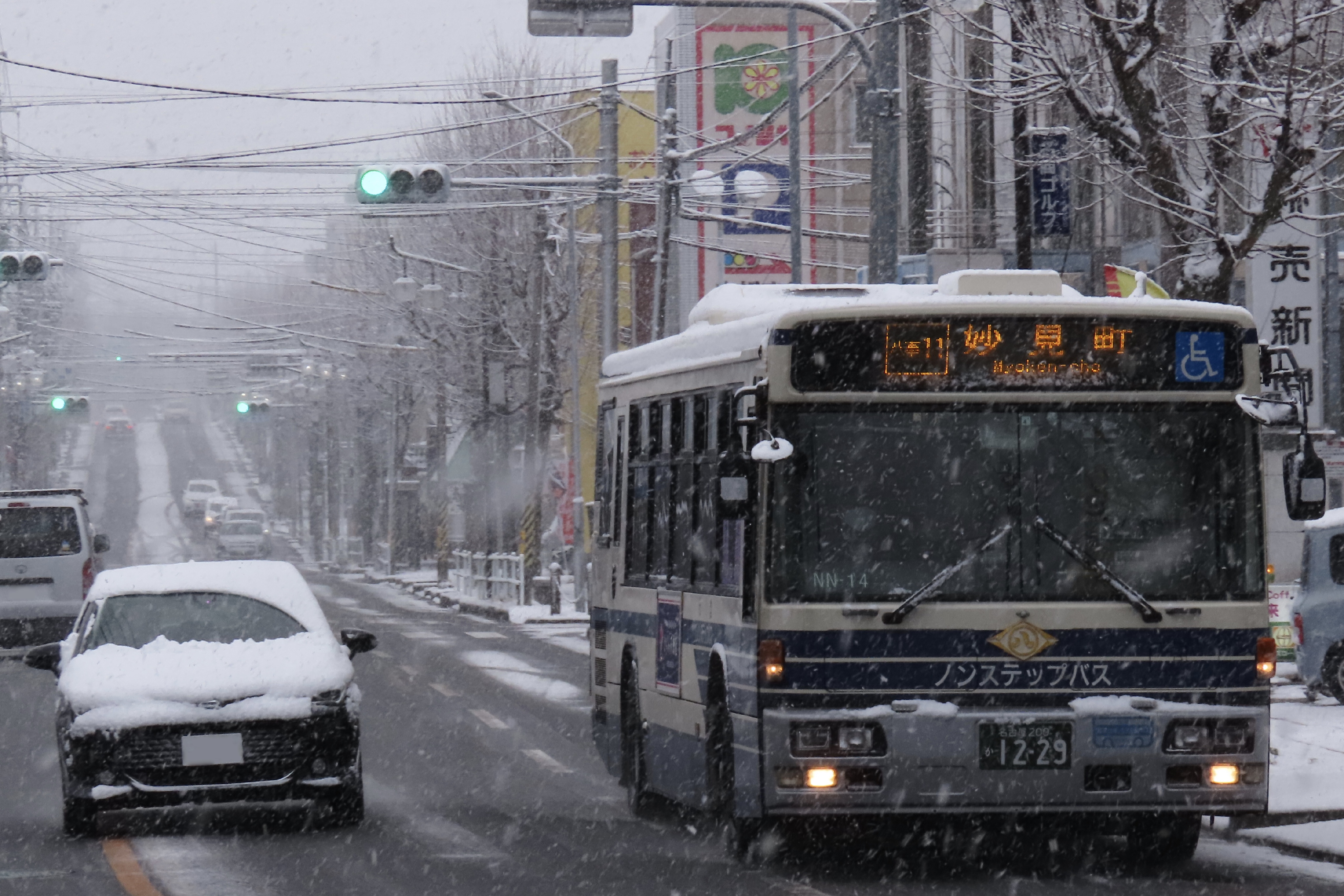
おおね荘~高坂荘間を走行する妙見町行きの緑営業所所属のNN-14号車。

2003年の名城線の名古屋大学延伸時までは「猪高車庫・光ヶ丘- 自由ヶ丘2 - 本山 - 名古屋大学前（現：名古屋大学） - 島田住宅・平針住宅」という経路で、特に平日の朝夕は「猪高車庫・光ヶ丘 - 名古屋大学前」の区間便も運行されていた。2003年の名城線の名古屋大学延伸時に名古屋大学まで短縮、2004年10月の系統再編で現行の運行形態となった（切り捨てられた猪高車庫 - 名古屋大学・妙見町は出入庫系統（猪.名および猪.妙）として現存）。
名城線延伸まで、名古屋市東部の丘陵地域を南北方向に移動に使える数少ないバス路線であったため、山手グリーンロードを通るこの路線は終日混雑していた。そのため、基幹バス構想が立案されたときに候補に挙がっていた系統であった。
なお、名古屋市で初めてのバスレーンが音聞山 - 八事間にあった。
停留所およびダイヤ
平日の昼間は［本］が30分毎、［支1］・［支2］がそれぞれ60分毎であり、八事日赤病院-島田間は合わせてほぼ15分毎の運行となっている。土曜・休日の昼間は［本］が1時間あたり1-2本、［支1］・［支2］が合わせて1時間あたり2本であり、八事日赤病院-島田間は合わせてほぼ1時間あたり3-4本（等間隔ではない）の運行となっている。

### 原11号系統・徳重11号系統
|        | 起点       | 主な経由地 | 主な経由地         | 主な経由地 | 主な経由地 | 終点       |
| ------ | ---------- | ---------- | ------------------ | ---------- | ---------- | ---------- |
| 原11   | 地下鉄原   | 天白消防署 | 島田住宅           | 高島一     | 西神の倉二 | 地下鉄徳重 |
| 徳重11 | 地下鉄徳重 | 熊ノ前北   | 平針運転免許試験場 | 平針住宅   | 向が丘     | 地下鉄平針 |

1998年の再編で〔43〕の支線（地下鉄原 - 島田住宅）を延長し、地下鉄原 - 島田住宅 - 島田緑地南 - 平針住宅 - 平針上ノ池 - 天白消防署 - 地下鉄原という循環系統に仕立てたのが、もともとの〔原11〕である。
この〔原11〕はそれまで行き止まりだった島田住宅や平針住宅から先へ路線を延ばしたことによって、平針の運転免許試験場の前をバスが通ることになったのが画期的であった。
2011年の再編で、西神の倉二丁目で経路を分割してそれぞれを地下鉄徳重へと延長する形に変更、西側は従来の〔原11〕、東側は地下鉄平針発着に変更して〔徳重11〕と名乗ることになった（東側から切り捨てられた天白消防署 - 平針上ノ池は〔平針12〕が代替）。同時に、夜間に1本存在した地下鉄原発島田住宅・平針住宅経由天白消防署止まり（循環経路を左回りで1周した後に地下鉄原に戻らない）という区間便が廃止された。
両系統とも毎時1本程度の運行。〔原11〕は〔原12〕や〔徳重13〕とはおおね荘以南の経路が異なる（高坂町を経由せず島田住宅を経由する）ため、方向幕には「おおね荘・地下鉄原」または「おおね荘・地下鉄徳重」と表示される。
〔徳重11〕は後述の〔平針11〕の地下鉄平針側における補完路線としての役割も持つ。同系統とは起終点が同じだが平針運転免許試験場以南の経路が異なる（〔平針11〕とは異なり白土を経由せず地下鉄徳重までダイレクトで結んでいる。また〔徳重11〕に区間便はない）。
2018年1月4日から2021年春頃まで、平針運転免許試験場の建て替え工事よる敷地内の駐車場閉鎖による増強運行が行われている。〔徳重11〕は後述の〔平針11〕と同様に平日と日曜日に限り平針運転免許試験場の敷地内に乗り入れるようになり、始発便から15時まで毎時2本に増便となった（2018年7月までの日曜日は毎時3本だったが、8月5日より減便となり15時以降は増便されなくなった）。平針運転免許試験場への利用者が多いため、〔徳重11〕の営業係数は良い方である。〔原11〕も地下鉄より圧倒的に早くかつ安く原駅と徳重駅を行き来できるため黒字系統である。
2021年4月2日をもって、平針運転免許試験場の建て替え工事が終了に伴い、平針運転免許試験場(場内)停留所が廃止となり、2021年5月9日をもって増強運行も廃止なった。
2016年4月より、原11に新たに、おおね荘東、高島一丁目停留所が新設されている（おおね荘東停留所は、幹原1、原12、徳重13、緑.地原の各路線も通る）。

### 原12号系統
|      | 起点       | 主な経由地   | 主な経由地   | 主な経由地   | 主な経由地   | 主な経由地 | 主な経由地         | 終点           |
| ---- | ---------- | ------------ | ------------ | ------------ | ------------ | ---------- | ------------------ | -------------- |
| 本   | 地下鉄原   | おおね荘     | 桃山住宅     | 緑黒石       | 地下鉄徳重   | 徳重小学校 | 鳴海町笹塚         | みどりが丘公園 |
| 出入 | 地下鉄原   | おおね荘     | 桃山住宅     | 緑黒石       | 地下鉄徳重   | 徳重小学校 | 亀ヶ洞             | 緑車庫         |
| 臨   | 地下鉄徳重 | 緑文化小劇場 | 緑文化小劇場 | 緑文化小劇場 | 緑文化小劇場 | 徳重小学校 | みどりが丘公園会館 | みどりが丘公園 |

当系統は地下鉄原駅とみどりが丘公園との間を、地下鉄徳重駅経由で結んでいる。みどりが丘公園に乗り入れる系統はこの系統のみである。旧番号は〔43〕。
2011年の再編までは地下鉄原 - 白土という本線系統が存在したのだが、同じ終点を持つ〔野並12〕が〔徳重12〕へ変更されて白土行きに統一されたため、役割分担のような形でこちらがみどりが丘公園行きにほぼ統一された。また、再編前には［本］が運行できない朝などに徳重小学校折り返しの区間便も存在したが、この時に廃止されている。
〔本〕は名古屋市の都市計画に基づいて開設された公園墓地であるみどりが丘公園へのアクセス路線で、1991年の再編で設けられた。公園が開園している7時 - 19時（みどりが丘公園停留所における時刻を基準）の運行である。
〔出入〕は2011年の再編までは熊の前経由だったものが現行のものに変更された。朝夕のみの運行であるが、特に〔本〕が運行できない時間帯は〔出入〕のみが運行される。部分的ではあるが、〔徳重巡回〕の地下鉄徳重以東における補完の意味合いもある。
2001年春まではみどりが丘公園停留所が現在とは異なる位置だったため19時以降もみどりが丘公園行きが運行されていた。
地下鉄桜通線とも接続するようになった2011年度以降、2019年度まで黒字を維持していた。2020年度はコロナ禍の影響もあり、再び赤字に転落している。
日中における〔本〕は平日が毎時2本程度、土休日が毎時1～2本程度の運行である。地下鉄原 - 地下鉄徳重では〔徳重13・本〕を補完し、両系統合わせて約20 - 30分間隔で運行している。2011年の再編までは地下鉄原発着便（従来の〔原12〕）と野並住宅発着便（〔野並12・支〕）がそれぞれ毎時1本程度走っていた。2017年3月のみどりが丘公園付近の道路開通に伴い、みどりが丘公園口 - みどりが丘公園会館 - みどりが丘公園の経路が従来より変更されている。
〔臨〕は〔本〕の経路のうち地下鉄徳重以南のみの区間運行であり、春季および秋季の彼岸およびお盆の墓参用に土休日の午前中にのみ毎時1～2本程度追加運行される（定期便とは異なり地下鉄原へは向かわないため系統幕は「臨時」と表示される）。2011年の再編までは〔野並12・支〕の定期便を増発して対応していた。

### 平針11号系統・平針12号系統
|        |      | 起点       | 主な経由地 | 主な経由地         | 主な経由地 | 主な経由地 | 終点           | 備考                           |
| ------ | ---- | ---------- | ---------- | ------------------ | ---------- | ---------- | -------------- | ------------------------------ |
| 平針11 | 本   | 地下鉄平針 | 向が丘     | ---                | ---        | ---        | 平針住宅       |                                |
| 平針11 | 支   | 地下鉄平針 | 向が丘     | 平針運転免許試験場 | 白土       | 熊の前     | 地下鉄徳重     |                                |
| 平針11 | 出入 | 地下鉄平針 | 向が丘     | 平針運転免許試験場 | 白土       | 赤松       | 神の倉         |                                |
| 平針12 | 本   | 地下鉄平針 | 荒池二     | 平針上ノ池         | 天白消防署 | 天白消防署 | 地下鉄原       |                                |
| 平針12 | 出   | 平針上ノ池 | →→         | →→                 | 天白消防署 | 天白消防署 | 地下鉄原       | →のみ運行                      |
| 平針12 | 臨   | 地下鉄平針 | 平針東     | 平針東             | 平針東     | 平針東     | 農業センター北 | 表記の停留所のみ停車、下記参照 |

本系統は地下鉄平針駅と愛知県運転免許試験場、緑区東部住宅地の白土や地下鉄徳重駅を結んでいる。1998年の再編以前の系統番号は〔45〕。
昭和40年代は名古屋駅 - 栄 - 今池 - 青柳町 - 八事 - （飯田街道） - 荒池という長大路線だったが、地下鉄鶴舞線の開業に伴い徐々に短縮されて最終的に荒池 - 平針住宅となり、1998年の再編で系統番号が〔平針11〕になった。
2002年の再編で平針住宅から先が延長されて「（左回り）地下鉄平針 - 白土 - 地下鉄平針」「荒池・地下鉄平針 - 白土」という系統が出来た。
2011年の再編で白土発着便は区間延長されて〔平針11・支〕となり、荒池発着便は起点を地下鉄平針に変更と同時に〔原11〕の再編で切り捨てられた平針上ノ池 - 地下鉄原の経路を補完するように延長して〔平針12〕となった。循環便は一部区間が切り捨てられて〔平針11・支〕に統合された（廃止区間は〔徳重巡回〕や〔徳重12・支〕が代替）。
〔平針11・出入〕は2014年4月の改正で新設された系統で、緑営業所への出入庫便である。停留所の場所と営業所の車両出入口の関係で緑車庫の一つ手前の神の倉発着である。
2015年4月の改正で〔平針12・出〕が2本のみ新設された。
〔平針12〕の新設により荒池停留所は中間停留所となったため、長年使われてきた転回場は廃止されることになった。
なお、1991年の再編で〔45〕の一部の便が地下鉄平針から日進市（当時は日進町）内を経由して梅森荘まで運行するようになっていたが、1998年の再編でその区間は〔幹本郷1〕の一部になっている。
土曜・休日の日中は〔平針11・折〕が毎時3本程度、〔平針11・支〕が毎時1本程度の運行で、〔徳重11〕と合わせて12～3分間隔、〔平針12〕は毎時1本程度での運行である。また白土以西では経路が完全に重複する〔徳重12〕、白土南以西では赤池駅から来る名鉄バス豊明団地線をそれぞれ補完している。2017年4月の改正より、平日日中の〔平針11・支〕は毎時2本の運行となっている（〔平針11・本〕のうち1本を区間延長）。
2018年1月4日より2021年春頃まで、平針運転免許試験場の建て替え工事に併せて一般駐車場が閉鎖されることに伴い、2021年4月2日まで平日と日曜日の18時までの全便が試験場の敷地内に乗り入れていた（18時以降及び土曜・休日の終日は通常運行）。同時に増便（〔徳重11〕と合わせて地下鉄平針から約5～10分間隔、地下鉄徳重から約15～20分間隔。2021年5月9日まで実施）も行われた。敷地内に乗り入れる便は平針住宅・地下鉄平針方面 - 平針運転免許試験場（ (場内)、地下鉄平針からの区間便はここで終点となる） - 平針運転免許試験場（敷地外） - 白土・地下鉄徳重方面の順に停車していた（〔徳重11〕も同様）。
2021年4月2日をもって、平針運転免許試験場の建て替え工事が終了に伴い、平針運転免許試験場(場内)停留所が廃止となり、増強運行も2021年5月9日をもって、廃止となった。
〔平針11〕は〔徳重11〕より遠回りではあるものの、途中区間のみを含めた利用者が多いため営業成績は良い。また、〔平針11〕はコロナ禍の2020年度でも〔幹藤丘1〕〔中村13〕とともに黒字を維持できた数少ない系統となった。
〔平針12・臨〕は名古屋市農業センターでしだれ梅まつりが開催される時期（概ね2月末 - 3月上旬）の土休日に限り朝から日中にかけて地下鉄平針 - 農業センター北（旧・荒池）にて毎時2本程度追加運行される（並行する名鉄バスは増発なし。2016年以降の方向幕は「臨時」となっている）。

### 鳴子16号系統
|    | 起点         | 主な経由地 | 主な経由地     | 主な経由地 | 主な経由地 | 主な経由地 | 終点             |
| -- | ------------ | ---------- | -------------- | ---------- | ---------- | ---------- | ---------------- |
| 本 | 地下鉄鳴子北 | 鳴子町     | 鳴子みどりケ丘 | 神沢三     | 平手       | 諸ノ木     | 藤田医科大学病院 |

1993年に新設された〔46イ〕（地下鉄原 - 鳴子みどりヶ丘 - 諸ノ木）が1998年の再編で野並発着に変更されて〔野並14〕となり、2001年の再編で野並住宅まで延長される。
2003年までは諸ノ木止まりであった。
なお、平日の朝に平手始発野並住宅行きの臨時増便が出たこともあった。
2011年の再編の素案では、島田一ツ山 - 地下鉄相生山 - 鳴子みどりヶ丘 - …… - 藤田保健衛生大学病院となる予定で系統番号も〔相生11〕となる予定だったが、利用者の要望を踏まえた結果、起点を地下鉄鳴子北に変更の上、〔鳴子16〕となった。本系統は当営業所のみが担当しており、野並営業所は担当しない。
2013年の改正で横吹付近の道路の一部開通に伴い、従来の横吹経由から若干変更されて大清水経由となった。
日中は、平日が約40分毎、土休日が約60分毎の運行である。2021年4月3日より平日は従来の約30分毎から減便となった。全区間通しの所要時間は徳重駅で〔徳重13〕や名鉄バスと地下鉄桜通線を乗り継ぐより若干長いが太閤通方面へ行く場合は30円安くなる（鳴子北駅から5区となる区間を除く）。
2018年10月10日より藤田保健衛生大学病院停留所は、施設名称変更に伴い、藤田医科大学病院停留所に変更された。

### 相生11号系統
|    | 起点         | 主な経由地 | 主な経由地   | 主な経由地 | 主な経由地 | 主な経由地 | 主な経由地 | 終点   | 備考  |
| -- | ------------ | ---------- | ------------ | ---------- | ---------- | ---------- | ---------- | ------ | ----- |
| 本 | 島田住宅     | おおね荘   | 地下鉄相生山 | 相川二     | 滝の水公園 | 篭山西     | 大清水三   | 大清水 |       |
| 折 | 地下鉄相生山 | ---        | ---          | 相川二     | 滝の水公園 | 篭山西     | 大清水三   | 大清水 | →のみ |

2011年の再編で〔野並15〕（野並住宅 - 大清水）を変更した系統である。
素案では〔相生12〕となる予定だったが、当初の〔相生11〕が〔鳴子16〕となったため番号が繰り上がった。多くの系統が発着する地下鉄鳴子北に乗り入れず（地下鉄鳴子北 - 大清水は〔幹鳴子1〕と〔鳴子16〕が運行）、相川二丁目から逆方向に進んで地下鉄相生山・おおね荘を経由し、島田住宅へ向かうのがこの系統の特徴である。地下鉄相生山を経由する系統は本系統と〔幹原1〕のみである。
〔野並15〕は書類上は〔48〕（野並 - 大清水）の再編と言うことになっていたが、もともとの区間は篭山西から先の区間しかなく、野並住宅 - 滝の水公園は〔75〕（野並住宅 - 相川二丁目 - 滝の水公園 - 石神堂 - 諸ノ木）そこから先は〔47〕（新瑞橋 - 弥富通一 - 赤坪町 - 鳴海山下 - 滝の水公園 - 篭山西 - 緑車庫）のルートで篭山西へ向かっていた。
運行本数は平日の朝夕を除き毎時1本程度。一部の便はノンステップバスで運行。［折］は地下鉄相生山22:59発大清水行き1本のみの運行。

#### 大清水付近の経路変更について
［48］の経路および［野並15］の当初の経路は大清水小学校を取り囲むように4分の3周し、終点の大清水バス停で客扱い終了後回送となり、大清水西交差点からもと来た道へ合流して野並方面へ戻り、篭山西の転回場で休んでいたのだが、2008年12月に篭山西転回場を廃止し、水広公園の東側に新しい大清水バス停と転回場を設けることになった。
このためバス停名が変更され、鳴海町砂田が砂田一に、（旧）大清水が大清水三に、水広下池が水広公園に改称している。

### 徳重12号系統
|      | 起点       | 主な経由地   | 主な経由地 | 主な経由地 | 終点   | 備考                 |
| ---- | ---------- | ------------ | ---------- | ---------- | ------ | -------------------- |
| 本   | 地下鉄徳重 | 緑車庫       | 赤松       | 赤松       | 白土   |                      |
| 支   | 地下鉄徳重 | 緑車庫       | 藤塚一     | 神の倉一   | 白土   | 朝夕のみ             |
| 出入 | 地下鉄徳重 | 緑文化小劇場 | 熊の前     | 熊の前     | 緑車庫 | 表記の停留所のみ停車 |

当系統は地下鉄徳重と白土の間を、愛知県道36号諸輪名古屋線経由で結んでいる。1994年の再編で新設された〔41〕（2代目）（野並 - 白土、野並 - みどりが丘公園）を前身とする。
当初は野並止まりであったが、翌年の1995年に転回場のある野並住宅まで延長される。
1998年の再編で〔野並12〕となったが、2011年の再編で経路の大部分が地下鉄と重複するために野並住宅 - 地下鉄徳重が短縮され、同時に終点が白土に統一される（みどりが丘公園発着便は〔原12〕が代替運行）。同時に地下鉄徳重まで延長された〔平針11〕の支線と同一経路となったため、同系統を補完し、また徳重側折り返し便としての意味も強くなっている。
元々は現在の白土南停留所が終点の白土で、この場所に転回場が存在した。後に区画整理が進み、左折した傾斜地の途中に転回場を設け、元の停留所を白土（西）とした。2011年の再編で現在の白土南に改称されている。
［本］の日中の運行本数は毎時2本程度で、〔平針11・支〕と合わせて約20分間隔で運行されている。2011年の再編前は野並住宅発着便（従来の〔野並12・本〕）が毎時2本程度、地下鉄原発着便（従来の〔原12・本〕）が毎時3本程度（うち緑車庫止まりが毎時1本程度）走っていた。再編後は一旦緑車庫止まりは存在しなくなったが、地下鉄徳重を発着する〔新瑞12〕〔幹鳴子1〕〔徳重13〕〔徳重14〕などの出入庫という役割も担っている。
［支］は〔徳重巡回〕が運行されない時間帯に補完の意味で1日4往復のみ運行される。2011年の再編まで〔平針11〕の循環便が走っていた一部区間（神の倉一付近）をカバーしている。中型バスで運行。
なお、［本］とほぼ同じ経路を名鉄バス豊明団地線（前後駅 - 地下鉄徳重 - 赤池駅）が1～2時間に1本程度通っており、補完している（市バスとは異なり白土南から左折せず右折し東郷町に入る。共同運行ではない）。
［出入］は2015年4月の再編で新設された区間便である。事実上、地下鉄徳重 - 緑車庫の回送を客扱いした感じである。利用者は少ないが、1～2時間に1本程度運行されている。

### 徳重13号系統
|    | 起点       | 主な経由地 | 主な経由地 | 主な経由地 | 主な経由地 | 主な経由地 | 主な経由地 | 終点             | 備考         |
| -- | ---------- | ---------- | ---------- | ---------- | ---------- | ---------- | ---------- | ---------------- | ------------ |
| 本 | 地下鉄原   | おおね荘   | 桃山住宅   | 緑黒石     | 地下鉄徳重 | 平手       | 諸ノ木     | 藤田医科大学病院 |              |
| 折 | 地下鉄徳重 | ---        | ---        | ---        | ---        | 平手       | 諸ノ木     | 藤田医科大学病院 |              |
| 出 | 大清水     | 水広橋     | 平手       | ---        | ---        | ---        | ---        | 地下鉄徳重       | 朝1本、→のみ |

当系統は地下鉄原から地下鉄徳重を経由して緑区南東部の諸ノ木地区とを結んでいる。2011年の再編までは〔原13〕、さらに1998年の再編以前は〔46〕を名乗っていた。
2011年の再編後に系統番号が変更された理由の一つは地下鉄徳重折り返しがメインとなり地下鉄原まで直通する便が減ったためである。同時に地下鉄桜通線との競合を避けるために従来のほら貝・地下鉄神沢（再編前は神沢一丁目）経由から桃山住宅経由に変更し、地下鉄徳重以北は〔原12〕と同経路となっている。
長年諸ノ木までの運行であったが、これはこの先が豊明市に入ってしまうためである。2003年に名古屋市と豊明市の間で調整がつき、藤田保健衛生大学病院までの乗り入れが可能となった。このとき諸ノ木バス停にあった転回場は不要となったため廃止されている。
2013年からは横吹付近の道路の一部開通に伴い、従来の横吹経由から若干変更されて大清水経由となった。2021年7月3日からは諸ノ木口から大清水とは逆方向の新道が開通したことにより地下鉄徳重発着便の一部が鳴海町笹塚経由に変更された（2時間に1本程度。地下鉄原発着便は従来どおり。区別のため行先表示は「鳴海町笹塚・藤田医科大学病院」または「鳴海町笹塚・地下鉄徳重」となっている）。また、大清水発地下鉄徳重行きの区間便も朝1本追加されている。これに伴い新たに、徳重三丁目と諸の木北公園の2停留所が新設された。所要時間は鳴海町笹塚経由の方が停留所数が少なく、渋滞も発生しにくいため短い。
［折］はもともと〔緑.諸〕（緑車庫 - 諸ノ木）という独立した出入庫系統だったが、1998年の再編で取り込まれ、さらに2011年の再編で地下鉄徳重発着に改められた（切り捨てられた緑文化小劇場 - 緑車庫間は〔徳重12〕と〔平針11・支〕が代替。緑営業所への回送運行は継続）。〔鳴子16〕の出入庫を兼ねて、再編前から［本］より若干多く運行されている。後述の名鉄バスの徳重側の区間便としての役割もある。2021年7月以降、［折］の行先表示は「平手・藤田医科大学病院」または「平手・地下鉄徳重」となっている（藤田医科大学病院行きは字数が多いため両経由とも英語表記はなし）。
日中は［本］と［折］が交互に運行される。朝ラッシュは［折］を中心に本数が増える。藤田医科大学病院でイベントが行われる際にも［折］が追加運行される。
なお、名鉄バスも豊明市の前後駅から藤田医科大学病院を経由して地下鉄徳重へ毎時1-2本程度乗り入れており（そのうち半数程度はさらに白土南を経由して赤池駅まで結んでいる）、［折］を補完している。ただし名鉄バスは従来通り横吹経由であり共同運行ではない。2013年の経路変更時より、市バスの所要時間は名鉄バスより数分延びている。
2018年10月10日より藤田保健衛生大学病院停留所は、施設名称変更に伴い、藤田医科大学病院停留所に変更された。
2021年5月25日より7月31日までの間、新型コロナウイルスワクチン接種者の帰宅を支援するために藤田医科大学病院発平手経由地下鉄徳重行きの最終を23:06に繰り下げていた（停留所にのみ掲載。公式サイトなどの時刻表では確認不可）。
利用者は年々増えており2016年度以降は黒字である。地下鉄との乗継割引、敬老パス・福祉特別乗車券による無料乗車などが可能であることから名鉄バスより利用者が圧倒的に多くなっている。

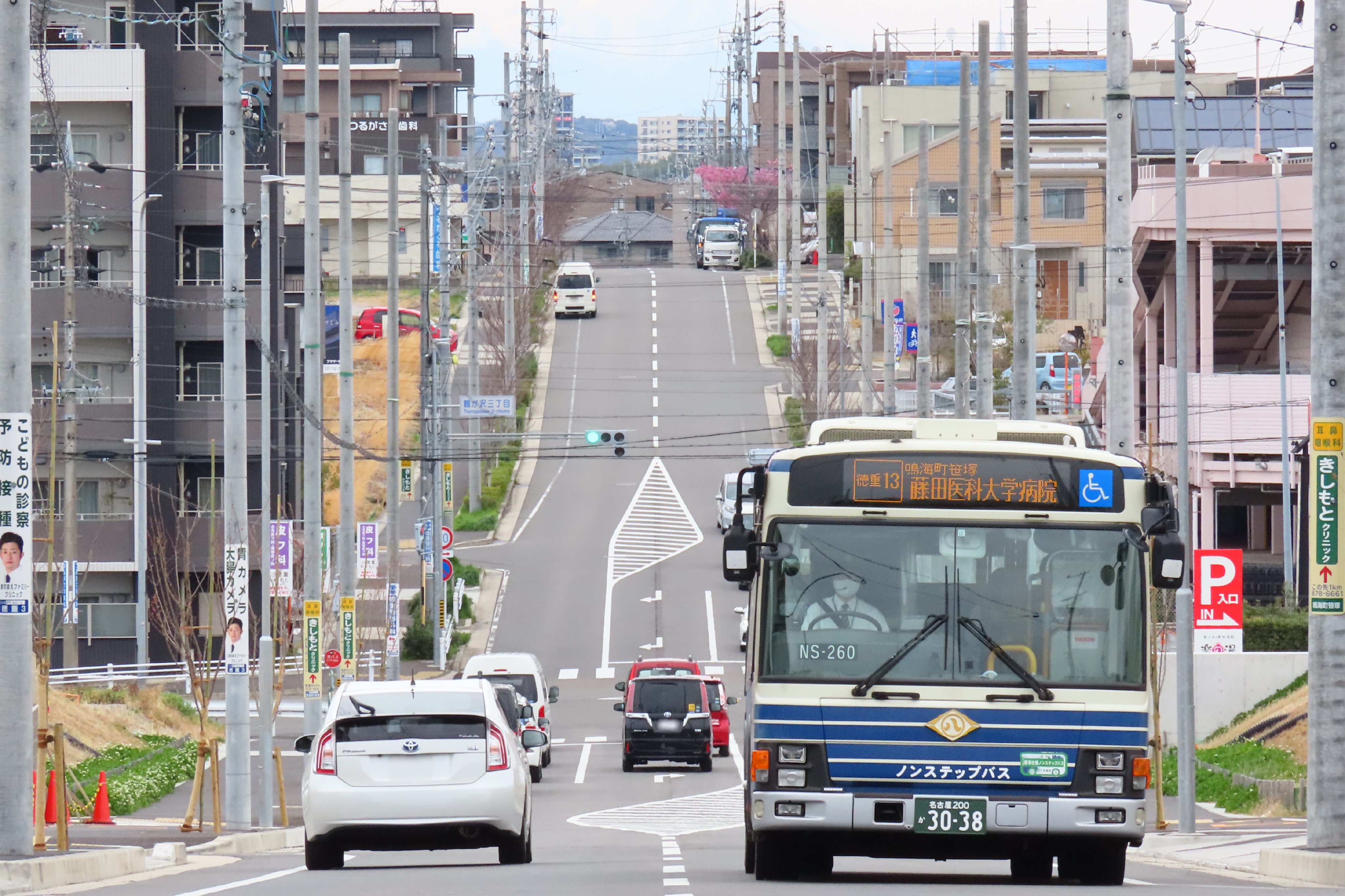
鳴海町笹塚-徳重三丁目間を藤田医科大学病院へ向けて走行するNS-260号車(2022年4月1日撮影)。

2022年4月の改正で鳴海町笹塚経由は〔徳重14〕の経路変更により廃止となり、再び平手経由のみに統一された。鳴海町笹塚経由の運行期間はわずか8ヶ月30日だった。

### 徳重巡回系統
|    | 起点 | 主な経由地 | 主な経由地 | 主な経由地 | 主な経由地 | 主な経由地 | 主な経由地 | 主な経由地 | 主な経由地 | 主な経由地 | 主な経由地 | 終点             |
| -- | ---- | ---------- | ---------- | ---------- | ---------- | ---------- | ---------- | ---------- | ---------- | ---------- | ---------- | ---------------- |
| 本 | 白土 | 東神の倉一 | 藤塚一     | 緑車庫     | 地下鉄徳重 | 地下鉄神沢 | ほら貝     | 篠の風北   | 篭山西     | 大清水三   | 大清水     | 藤田医科大学病院 |

地域巡回バスの一つ。概ね、緑区東部地域をカバーしている（西部は〔緑巡回〕がカバー。篭山西や大清水、藤田医科大学病院には両系統が乗り入れる）。
2004年から運行していた地域巡回バスの〔緑1巡回〕（大高駅前 - 白土）を2011年に再編した系統である。同じく地下鉄徳重と藤田医科大学病院を結ぶ〔徳重13〕や名鉄バスとは異なり、地下鉄神沢、鳴子みどりヶ丘などを経由する大回り経路となっている。
地下鉄神沢（元・神沢一丁目）を経由する系統は〔野並12〕（現〔徳重12〕）、〔原13〕（現・〔徳重13〕）があったが、現在ではこの系統のみである。
東神の倉一丁目付近の経路は〔平針11〕の白土発着便から一部変更されたものである。
この系統が運行されない朝夕は〔原12・出入〕や〔徳重12・支〕が地下鉄徳重以東の一部区間を補完する。
2018年10月10日より藤田保健衛生大学病院停留所は、施設名称変更に伴い、藤田医科大学病院停留所に変更された。
開設以来赤字であり当初は営業係数が300に達していたが年々改善されつつある。

### 出入庫系統
|                   | 起点   | 主な経由地   | 主な経由地 | 主な経由地 | 終点     | 備考  |
| ----------------- | ------ | ------------ | ---------- | ---------- | -------- | ----- |
| 出入庫（緑.大清） | 緑車庫 | 緑文化小劇場 | 乗鞍       | 平手       | 大清水   |       |
| 出入庫（緑.地原） | 緑車庫 | 熊の前北     | 島田住宅   | 原中学校西 | 地下鉄原 | →のみ |

〔緑.大清〕は、〔幹鳴子1〕〔相生11〕の出入庫としての役割を持つ。緑文化小劇場以西は〔徳重13〕と同経路であるため、同系統の区間便のような感じである（停留所の時刻表にも〔徳重13〕とともにまとめて時刻が記載されている）。
徳重交差点を直進するために地下鉄徳重には乗り入れず、地下鉄とは緑文化小劇場で接続となる。2013年4月より若干ルートが変更され、諸ノ木口を経由しなくなった。平日3往復、土休日4往復のみの運行。
〔緑.地原〕は2014年に新設され、地下鉄原発着の系統への送り込み便として運行される。熊の前北から地下鉄原までは〔原11〕と同経路であるため、同系統の支線のような形である。地下鉄原への送り込みは基本的に〔原12・出入〕によって行われており、本系統は本数が少ない。
2011年の再編前は緑車庫と島田一ツ山や島田住宅、平針住宅を結ぶ出入庫系統も存在したが、大半の経路で地下鉄と重複するため現在は通常の回送で送り込んでいる。また上記の通り、〔原13→徳重13〕の地下鉄徳重折り返し便は元々出入庫系統であった。

## 副担当路線
徳重14号系統
鳴海12号系統
- 2022年4月2日の改正で緑は副担当から撤退し、鳴尾の単独担当となった。

緑巡回系統
神宮11号系統

## 緑車庫バス停留所
車庫前に設置されている。名古屋市営バスのほか、名鉄バスも停車する。2011年の再編までは新瑞12など多くの系統が出入庫のために乗り入れていたが、再編後は大清水発着便を除いて地下鉄徳重止まりに短縮されている。車庫への出入口は営業所建屋の東側にある。そのため地下鉄徳重から来る出入庫便は停車できるが地下鉄平針から来る出入庫便は停車できない（隣の神の倉が終点）。
名古屋市営バス
- 平針11 地下鉄平針 - 地下鉄徳重
- 徳重12 地下鉄徳重 - 白土
- 原12 地下鉄原 - 緑車庫
- 徳重巡回 藤田医科大学病院 - 白土
- 出入庫(緑・大清) 緑車庫 - 大清水
- 出入庫(緑・地原) 緑車庫 - 地下鉄原

名鉄バス
- 【35】豊明団地線 前後駅 - 赤池駅

## 車両

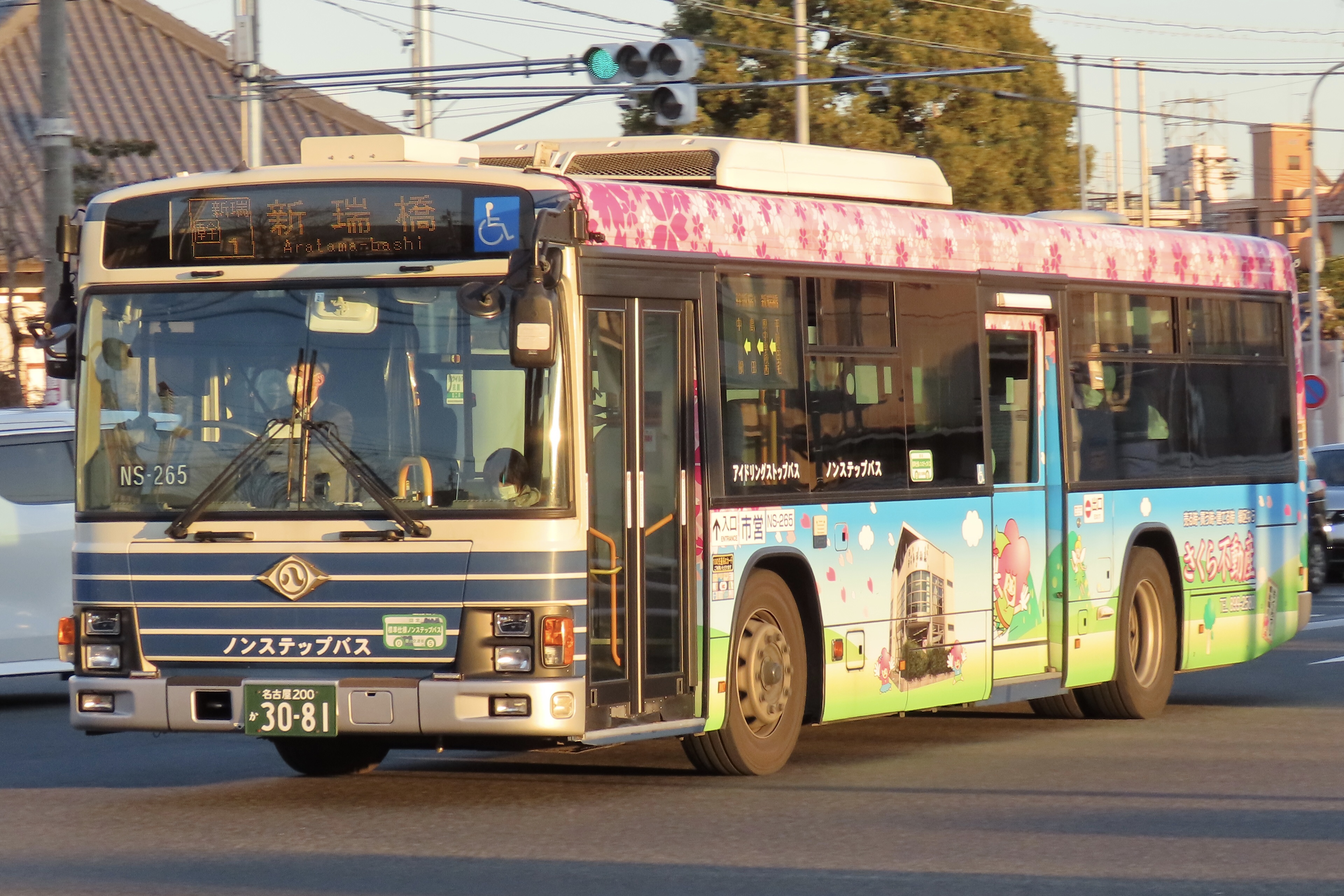
現在主力のいすゞ・エルガ(車両はさくら不動産ラッピングを纏ったNS-265号車)。

元々は日産ディーゼル（現UDトラックス）製の車両で統一されていたが、入札制の導入や営業所の再編により、現在では他メーカーの車両も多数配置されている。 
この営業所には2013年まで市バス最古参のN-257（U-UA440LAN改。CNG車）が所属しており、主に神宮11系統で使用されていた。
配属されている車両は、以下のとおりである。ワンステップバスは配属されていない、また ツーステップバスは、配属していたが、同交通局がノンステップバス化を完了させるため、2017年3月を持って廃車となっている。
緑営業所の特徴として、緑区の不動産会社「さくら不動産」のラッピングバスを、ツーステップバスが存在した頃より運行している。現在は主にいすゞ・エルガにラッピングされている。車体広告では他車種にも掲出されている。
- ノンステップバス：NH・NS・NN・NF、NMS